# Nyctibora princisi
Nyctibora princisi är en kackerlacksart som beskrevs av Bonfils 1975. Nyctibora princisi ingår i släktet Nyctibora och familjen småkackerlackor. Inga underarter finns listade i Catalogue of Life.